# 이상복 (배드민턴인)
이상복(李相福, 1968년 3월 17일~)은 대한민국의 배드민턴 선수 출신 배드민턴 지도자로, 1991년 수디르만컵에서 금메달을 획득했다.